# Comechingones
Comechingones (Córdoba) é uma comuna da província de Córdoba, na Argentina.